# دومینیکا واکومسکا
دومینیکا واکومسکا (لهستانی: Dominika Łakomska؛ زادهٔ ۷ سپتامبر ۱۹۷۷) بازیگر اهل لهستان است.
از فیلم‌ها یا مجموعه‌های تلویزیونی که وی در آن‌ها نقش داشته‌است، می‌توان به در خوشی و سختی، عشق اول، ع چون عشق و قانون حقیقی اشاره نمود.